# 朱利安·希克什
朱利安·希克什（1982年10月6日—）是一位来自南非的曲棍球运动员。他曾参加2012年在英国伦敦举行的夏季奥林匹克运动会，代表南非国家队出征男子组比赛。2018年世界盃男子曲棍球賽结束后，他退出了国家队。